# Харрелл, Монтрез
Монтре́з Даша́й Ха́ррелл (англ. Montrezl Dashay Harrell; род. 26 января 1994 года в Тарборо, Северная Каролина, США) — американский профессиональный баскетболист, в последний раз выступавший в Национальной баскетбольной ассоциации за команду «Филадельфия Севенти Сиксерс». Играет на позициях центрового и тяжёлого форварда. На студенческом уровне выступал за команду Луисвиллского университета «Луисвилл Кардиналс». На драфте НБА 2015 года был выбран под общим 32-м номером командой «Хьюстон Рокетс».

## Карьера

### Колледж
В первый год Харрелл набирал в среднем 5,7 очка и 3,6 подбора за 16,2 минуты за игру. Он набрал 20 очков в чемпионской победе над Сиракьюсом в конференции Big East. Выходя на игру со скамейки, Харрелл помог Луисвиллу выиграть чемпионат NCAA 2013.
С уходом Горги Дьенга на драфт НБА 2013 года Харрелл получил признание в межсезонье, что привело к его второму году обучения в качестве одного из лучших игроков в стране. Sporting News выбрали Харрелла в предсезонную третью сборную всеамериканскую сборную NCAA 2013/14 годов. Харрелл решил остаться на третий сезон вместо драфта НБА.
В сезоне 2014/15 Харрелл набирал в среднем 15,7 балла и 9,2 подбора за игру и получил приз имени Карла Мэлоуна как лучший тяжёлый форвард страны.

### НБА

#### Хьюстон Рокетс (2015—2017)
25 июня 2015 года «Хьюстон Рокетс» выбрал Харрелла под 32-м номером на драфте НБА 2015 года. 19 сентября 2015 года он подписал трехлетнее соглашение с «Рокетс». Он дебютировал за «Рокетс» в матче открытия сезона против «Денвер Наггетс» 28 октября, набрав 8 очков и 3 подбора в поражении 105—85. Два дня спустя он набрал 17 очков в поражении «Голден Стэйт Уорриорз». 13 ноября он впервые вышел в стартовой пятёрке, набрав 5 очков за чуть менее 13 минут, и Хьюстон проиграл Денверу 107—98. 28 марта 2016 года Харрелл заработал дисквалификацию на 5 игр без оплаты за толчок судьи. Во время своего первого сезона он несколько раз отправлялся в Джи-Лигу, где играл за Рио-Гранде Вэллей Вайперс, аффилированный клуб Хьюстона.
2 ноября 2016 года Харрелл набрал 17 очков, 10 подборов, победив «Нью-Йорк Никс» 118—99. 21 декабря 2016 года против «Финикс Санз» Харрелл в первый раз вышел в старте в сезоне и второй раз в карьере. В результате он набрал 17 очков, установив личный рекорд. 30 декабря он установил новый карьерный максимум, набрав 29 очков в победе над «Лос-Анджелес Клипперс» 140—116. 8 января 2017 года Харрелл набравл 28 очков за 26 минут со скамейки запасных, попав 12 из 13 бросков, а Хьюстон победил Торонто 129—122.

#### Лос-Анджелес Клипперс (2017—2020)
28 июня 2017 года «Лос-Анджелес Клипперс» приобрели Харрелла, Патрика Беверли, Сэма Деккера, Даррана Хиллиарда, ДеАндре Лиггинса, Лу Уильямса, Кайла Уилтьера и выбор первого раунда 2018 года Хьюстон Рокетс в обмен на Криса Пола. 11 января 2018 года он набрал 25 очков в победе над «Сакраменто Кингз» 121—115.
24 июля 2018 года Харрелл снова подписал контракт с «Клипперс». 26 октября 2018 года Харрелл набрал рекордные 30 очков со скамейки в победе над «Хьюстон Рокетс» 133—113. 22 февраля 2019 года он набрал 30 очков в победе над «Мемфис Гриззлис» 112—106. Три дня спустя он установил новый карьерный рекорд с 32 очками в победе над «Даллас Маверикс» 121—112.

#### Лос-Анджелес Лейкерс (2020—2021)
22 ноября 2020 года Харрелл подписал контракт с «Лос-Анджелес Лейкерс».

#### Вашингтон Уизардс (2021—2022)
6 августа 2021 года Харрелл был обменян в «Вашингтон Уизардс» как часть пакета за Рассела Уэстбрука.

#### Шарлотта Хорнетс (2022)
10 февраля 2022 года Харрелла обменяли в «Шарлотт Хорнетс» на Иша Смита, Вернона Кэри-младшего и выбор во втором раунде драфта 2023 года.

#### Филадельфия Севенти Сиксерс (2022—2023)
13 сентября 2022 года Харрелл подписал контракт с «Филадельфией Севенти Сиксерс».
7 июля 2023 года Харрелл подписал однолетний контракт с «Севенти Сиксерс».
3 августа 2023 года стало известно, что Харрелл получил разрыв передней крестообразной связки и мениска во время межсезонных тренировок. 23 октября игрок был отчислен.

### Австралия, Китай и Пуэрто-Рико (2024—настоящее время)

#### Аделаида Фёти Сиксерс (2024—2025)
12 сентября 2024 года Харрелл подписал контракт с командой «Аделаида Фёти Сиксерс» Национальной баскетбольной лиги (НБЛ) Австралии в качестве игрока, заменившего травмированного Джарелла Мартина. В своем дебюте за «Фёти Сиксерс» 22 сентября он набрал 13 очков и сделал 13 подборов в матче против «Сидней Кингз». 18 октября он подписал контракт с «Фёти Сиксерс» на остаток сезона 2024/25. 25 октября он набрал 36 очков, сделал 16 подборов и пять блоков в овертайме в матче против «Кэрнс Тайпанс». 25 ноября он был отстранен на три игры и получил штрафы на общую сумму 3 685 долларов за стычки, которые произошли во время игры «Аделаиды» против «Мельбурн Юнайтед» 17 ноября. Харрелл был включен во вторую сборную по итогам сезона. В 28 играх он набирал в среднем 20,5 очка, 9,3 подбора, 2,0 передачи и 1,1 блока за игру.

#### Синьцзян Флаинг Тайгерс (2025)
В начале февраля 2025 года Харрелл подписал контракт с «Чжэцзян Голден Буллз» из Китайской баскетбольной ассоциации. После того, как он не присоединился к команде до назначенной даты 22 февраля, он подписал контракт с «Синьцзян Флаинг Тайгерс» 13 марта, заменив Роба Эдвардса. В 13 матчах за «Синьцзян» в сезоне 2024/25 он набирал в среднем 11,9 очка, 4,4 подбора и 1,8 передачи за игру.

#### Гигантес де Каролина (2025—настоящее время)
15 мая 2025 года Харрелл подписал контракт с «Гигантес де Каролина» из чемпионата Пуэрто-Рико по баскетболу до конца сезона 2025 года.

#### Аделаида Фёти Сиксерс (2025—настоящее время)
28 мая 2025 года Харрелл переподписал контракт с командой «Аделаида Фёти Сиксерс» на сезон 2025/26 НБЛ.

## Статистика

### Статистика в НБА
| Сезон                                                                                    | Команда  | Регулярный сезон | Регулярный сезон | Регулярный сезон | Регулярный сезон | Регулярный сезон | Регулярный сезон | Регулярный сезон | Регулярный сезон | Регулярный сезон | Регулярный сезон | Регулярный сезон | Серия плей-офф | Серия плей-офф | Серия плей-офф | Серия плей-офф | Серия плей-офф | Серия плей-офф | Серия плей-офф | Серия плей-офф | Серия плей-офф | Серия плей-офф | Серия плей-офф |
| Сезон                                                                                    | Команда  | GP               | GS               | MPG              | FG%              | 3P%              | FT%              | RPG              | APG              | SPG              | BPG              | PPG              | GP             | GS             | MPG            | FG%            | 3P%            | FT%            | RPG            | APG            | SPG            | BPG            | PPG            |
| ---------------------------------------------------------------------------------------- | -------- | ---------------- | ---------------- | ---------------- | ---------------- | ---------------- | ---------------- | ---------------- | ---------------- | ---------------- | ---------------- | ---------------- | -------------- | -------------- | -------------- | -------------- | -------------- | -------------- | -------------- | -------------- | -------------- | -------------- | -------------- |
| 2015/16                                                                                  | Хьюстон  | 39               | 1                | 9,7              | 64,4             | 0,0              | 52,2             | 1,7              | 0,4              | 0,3              | 0,3              | 3,6              | 2              | 0              | 5,8            | 33,3           | 0,0            | 50,0           | 1,0            | 0,0            | 0,0            | 0,0            | 1,5            |
| 2016/17                                                                                  | Хьюстон  | 58               | 14               | 18,3             | 65,2             | 14,3             | 62,8             | 3,8              | 1,1              | 0,3              | 0,7              | 9,1              | 5              | 0              | 4,2            | 33,3           | 0,0            | 50,0           | 1,2            | 0,4            | 0,0            | 0,0            | 1,0            |
| 2017/18                                                                                  | Клипперс | 76               | 3                | 17,0             | 63,5             | 14,3             | 62,6             | 4,0              | 1,0              | 0,5              | 0,7              | 11,0             | Не участвовал  | Не участвовал  | Не участвовал  | Не участвовал  | Не участвовал  | Не участвовал  | Не участвовал  | Не участвовал  | Не участвовал  | Не участвовал  | Не участвовал  |
| 2018/19                                                                                  | Клипперс | 82               | 5                | 26,3             | 61,5             | 17,6             | 64,3             | 6,5              | 2,0              | 0,9              | 1,3              | 16,6             | 6              | 0              | 26,3           | 73,0           | 0,0            | 69,2           | 5,5            | 2,2            | 0,5            | 0,7            | 18,3           |
| 2019/20                                                                                  | Клипперс | 63               | 2                | 27,8             | 58,0             | 0,0              | 65,8             | 7,1              | 1,7              | 0,6              | 1,1              | 18,6             | 13             | 0              | 18,7           | 57,3           | 20,0           | 60,3           | 2,9            | 0,4            | 0,4            | 0,5            | 10,5           |
|                                                                                          | Всего    | 318              | 25               | 20,9             | 61,4             | 10,0             | 63,8             | 4,9              | 1,3              | 0,6              | 0,9              | 12,7             | 26             | 0              | 16,7           | 62,9           | 14,3           | 61,8           | 3,0            | 0,8            | 0,3            | 0,4            | 9,8            |
| Наведите курсор мыши на аббревиатуры в заголовке таблицы, чтобы прочесть их расшифровку. |          |                  |                  |                  |                  |                  |                  |                  |                  |                  |                  |                  |                |                |                |                |                |                |                |                |                |                |                |

### Статистика в колледже
| Сезон                                                                                   | Команда  | GP  | GS | MPG  | FG%  | 3P%  | FT%  | RPG | APG | SPG | BPG | PPG  |  |
| --------------------------------------------------------------------------------------- | -------- | --- | -- | ---- | ---- | ---- | ---- | --- | --- | --- | --- | ---- |  |
| 2012/13                                                                                 | Луисвилл | 40  | 3  | 16,2 | 57,7 | 0,0  | 50,8 | 3,6 | 0,2 | 0,5 | 0,7 | 5,7  |  |
| 2013/14                                                                                 | Луисвилл | 37  | 37 | 29,3 | 60,9 | 66,7 | 46,4 | 8,4 | 1,2 | 1,0 | 1,3 | 14,0 |  |
| 2014/15                                                                                 | Луисвилл | 35  | 35 | 35,1 | 56,6 | 24,3 | 59,7 | 9,2 | 1,4 | 0,9 | 1,2 | 15,7 |  |
|                                                                                         | Всего    | 112 | 75 | 26,4 | 58,6 | 27,5 | 53,3 | 6,9 | 0,9 | 0,8 | 1,1 | 11,6 |  |
| Наведите курсор мыши на аббревиатуры в заголовке таблицы, чтобы прочесть их расшифровку |          |     |    |      |      |      |      |     |     |     |     |      |  |